# Iberocruceros
Iberocruceros va ser una companyia de creuers espanyola amb seu a Madrid, (Espanya) orientada als consumidors de la península ibèrica. Va ser creada el 2004 com Viajes Iberojet. El 2007 va canviar el nom en Iberocruceros quan l'aliança d'empresas Carnival Corporation (Miami) i l'operador turístic Orizonia (Mallorca) van reprendre les activitats. La gestió operativa era en les mans de l'empresa Costa Crociere amb seu a Gènova, la divisió europea de Carnival Corporation. Oferia com a destinacions principals el mediterrani occidental i oriental, l'oceà atlàntic (Marroc, Portugal i Illes Canàries), Escandinavia i el mar bàltic. L'abril del 2013, l'aliat Orizonia va demanar el preconcurs de creditors. El 31 de desembre del 2014 la marca Iberocruceros va desaparèixer en integrar-se completament en el grup Costa.
De 2007 a 2012, el director general Alfredo Serrano va integrar aquesta companyia en les estructures operatives de Costa Cruceros. El seu successor, el genovès Massimo Brancaleoni, que ja treballava a la companyia mare Costa Crociere des del 1997 en va organitzar la fusió.

## flota
| Vaixell           | Construcció/Ultima Reforma | Anys de Servei per IberoCruceros | Tonelatge | Historial                                                        |
| ----------------- | -------------------------- | -------------------------------- | --------- | ---------------------------------------------------------------- |
| Grand Mistral     | 1999/2007                  | 2003-2013                        | 48.200 GT | rebatejat Costa neoRiviera                                       |
| Grand Celebration | 1986/2008                  | 2008-2014                        | 47.262 GT | rebatejat Costa Celebration                                      |
| Grand Holiday     | 1985/2010                  | 2010-2014                        | 46.052 GT | va passar a Cruise & Maritime Voyages amb el nom nou de Magellan |
| Grand Voyager     | 2004                       | 2004-2011                        | 24.391 GT | Transferit a Costa Cruceros, amb el nom de Costa Voyager.        |
| Grand Latino      | 1973                       | 2004-2005                        | 21.891 GT | Venut a Fred. Olsen Cruise Lines, rebatejat com a Boudicca.      |